# Loxorhynchus grandis
Loxorhynchus grandis (лат.) — вид крабов из семейства Epialtidae.
Вид распространён на востоке Тихого океана у побережья Калифорнии (США и Мексика).
Карапакс длиной до 17 см у самцов, и до 11 см у самок. Самцы также имеют большие клешни и длинные ноги. Молодь прикрывает свой панцирь водорослями и книдариями, чтобы скрыться от хищников.
Хищник. Питается рыбой, кальмарами, падалью. Зимует на глубине. В начале весны мигрирует на мелководье. Не является социальным видом, но в весенний сезон размножения можно увидеть взрослых самок, окруженных несколькими взрослыми самцами.
Поскольку самки могут хранить сперму в течение длительного времени, они могут продолжать оплодотворять яйца даже при отсутствии самцов. Самка в течение сезона размножения откладывает 125 000—500 000 икринок.